# Kari Diesen

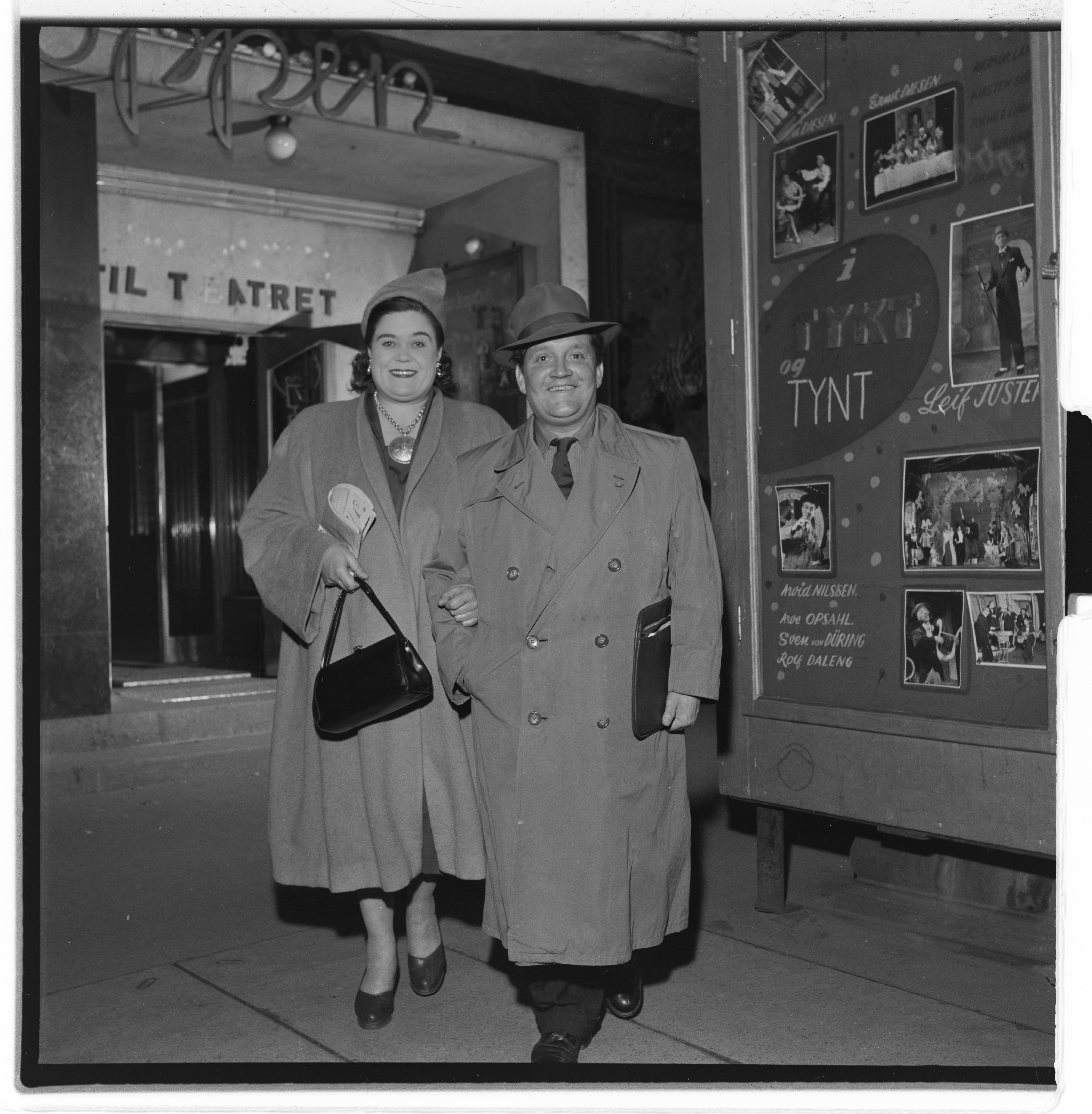
Kari y Ernst Diesen (1913–1970) en 1955

Kari Diesen (24 de junio de 1914 - 18 de marzo de 1987) fue una cantante y artista de revista noruega. Trabajó en el cabaret Chat Noir desde 1937 a 1953, y en el Edderkoppen Theatre desde 1954 a 1959. Participó en un total de 24 producciones cinematográficas rodadas entre 1941 y 1985. Entre sus canciones más conocidas figura su versión de "Hovedøen".

## Biografía
Su verdadero nombre era Kari Heide-Steen, y nació en Oslo, Noruega, siendo sus padres Harald Steen (1886–1941) y Signe Heide Steen (1881–1959). Era hermana del actor Harald Heide Steen y de la cantante de ópera Randi Heide Steen, y tía del actor Harald Heide-Steen Jr. y de la actriz Anne Marit Jacobsen.
Tras un período como joven bailarina bajo la dirección de Ernst Rolf, fue contratada por Victor Bernau para trabajar en su revista en la primavera de 1930, en la cual interpretó la canción "Det er forbudt for barn under 16 år". Su gran oportunidad llegó con la revista de 1935 Hela'n går, en el Scala. Desde 1937 a 1953 actuó en el cabaret Chat Noir, y desde 1954 a 1959 en el Edderkoppen Theatre. Posteriormente fue artista independiente, con frecuentes actuaciones radiofónicas y televisivas. Entre las canciones que interpretó pueden citarse "Tykk og dum og deilig" y "Halvveis", y algunos de sus monólogos fueron "Mannfolk" y "Uteliggerne", escritos por Bias Bernhoft y Bjørn Sand.
Hizo su primera grabación discográfica en 1938 cuando cantó dos duetos con Jens Book-Jenssen, "Oh - Mama - 6/8" y "En bitteliten pike i et stort hotell". Su versión del tema "Hovedøen", interpretada en 1957, se hizo muy popular y vendió más de 50.000 discos.
Hizo su primer papel cinematográfico a los seis años de edad, en Kaksen på Øverland. Participó en 24 producciones entre 1941 y 1985, habitualmente como actriz de reparto. Su primer papel importante llegó con la comedia Støv på hjernen en 1959, actuando también en las secuelas Sønner av Norge (1961) y Sønner av Norge kjøper bil (1962). Hizo pequeños papeles en Himmel og helvete (1969) y en Eiszeit (1975). En varios de esos papeles ella actuaba como ella misma, dado que ya era una celebridad.
Tras la muerte de su marido en 1970, ella se retgiró de la vida pública. Sin embargo, volvió a actuar en la televisión en 1980, junto a Leif Juster, lo que le devolvió parte de su fama, grabando el álbum Det hender så mangt–.
Kari Diesen falleció en 1987 en Oslo. Había estado casada con el actor y director teatral Ernst Diesen (1914–70). Fue madre del guionista y director  Andreas Diesen (nacido en 1945) y de Kari Diesen d.y. (1939–2016).

## Filmografía
- 1985 : Deilig er fjorden!
- 1975 : Eiszeit
- 1972 : Marikens bryllup
- 1970 : Døden i gatene
- 1969 : Operasjon Egon
- 1969 : Himmel og helvete
- 1966 : Hurra for Andersens!
- 1966 : Kontorsjef Tangen (TV)
- 1965 : Hjelp - vi får leilighet
- 1964 : Pappa tar gull
- 1964 : Operasjon sjøsprøyt
- 1963 : Freske fraspark
- 1962 : Sønner av Norge kjøper bil
- 1962 : Nå gjør vi så...!
- 1962 : Operasjon Løvsprett
- 1961 : Sønner av Norge
- 1960 : Millionær for en aften
- 1959 : Støv på hjernen
- 1958 : Bustenskjold
- 1957 : Smuglere i smoking
- 1956 : Kvinnens plass
- 1955 : Ute blåser sommervind
- 1955 : Savnet siden mandag
- 1954 : Karius og Baktus
- 1953 : Brudebuketten
- 1950 : To mistenkelige personer
- 1949 : Svendsen går videre
- 1946 : Et spøkelse forelsker seg
- 1941 : Den forsvundne pølsemaker
- 1941 : Hansen og Hansen
- 1920 : Kaksen på Øverland

## Premios
- El 24 de junio de 1980, con motivo de su 70 cumpleaños, recibió la Medalla al Mérito del Rey.
- 1971 : Estatuilla Leonard por su trabajo en el género de la revista.
- 1980 : Premio de Honor del Jurado en los Spellemannprisen.